# Panamerikanische Spiele 1991/Leichtathletik
Bei den Panamerikanischen Spielen 1991 in Havanna (Kuba) wurden in der Leichtathletik 43 Wettbewerbe ausgetragen, davon 24 für Männer und 19 für Frauen.

## Männer

### 100-Meter-Lauf
| Platz | Athlet           | Land | Zeit (s) |
| ----- | ---------------- | ---- | -------- |
| 1     | Robson da Silva  | BRA  | 10,32    |
| 2     | Andre Cason      | USA  | 10,35    |
| 3     | Jeff Williams    | USA  | 10,48    |
| 4     | Joel Isasi       | CUB  | 10,51    |
| 5     | John Mair        | JAM  | 10,55    |
| 6     | Michael Green    | JAM  | 10,69    |
| 7     | Arnaldo da Silva | BRA  | 10,70    |
| 8     | Donovan Bailey   | CAN  | 10,76    |

Wind: −1,1 m/s

### 200-Meter-Lauf
| Platz | Athlet            | Land | Zeit (s) |
| ----- | ----------------- | ---- | -------- |
| 1     | Robson da Silva   | BRA  | 20,15    |
| 2     | Kevin Little      | USA  | 20,63    |
| 3     | Félix Stevens     | CUB  | 20,76    |
| 4     | Peter Ogilvie     | CAN  | 21,20    |
| 5     | Troy Douglas      | BER  | 21,26    |
| 6     | Ronnell Barclay   | TRI  | 21,51    |
| 7     | Roberto Hernández | CUB  | 23,22    |

Wind: 0,2 m/s

### 400-Meter-Lauf
| Platz | Athlet            | Land | Zeit (s) |
| ----- | ----------------- | ---- | -------- |
| 1     | Roberto Hernández | CUB  | 44,52    |
| 2     | Ian Morris        | TRI  | 45,24    |
| 3     | Jeff Reynolds     | USA  | 45,81    |
| 4     | Quincy Watts      | USA  | 46,01    |
| 5     | Jorge Valentín    | CUB  | 46,03    |
| 6     | Howard Burnett    | JAM  | 46,10    |
| 7     | Seibert Straughn  | BAR  | 46,67    |
| 8     | Michael Anderson  | JAM  | 47,92    |

### 800-Meter-Lauf
| Platz | Athlet              | Land | Zeit (min) |
| ----- | ------------------- | ---- | ---------- |
| 1     | Ocky Clark          | USA  | 1:46,91    |
| 2     | Terril Davis        | USA  | 1:46,99    |
| 3     | Tommy Asinga        | SUR  | 1:47,24    |
| 4     | Pablo Squella       | CHI  | 1:47,59    |
| 5     | Ángel Carnesolta    | CUB  | 1:47,93    |
| 6     | Héctor Herrera      | CUB  | 1:48,12    |
| 7     | Luis José Gonçalves | BRA  | 1:48,82    |
| 8     | Luis Migueles       | ARG  | 1:48,86    |

### 1500-Meter-Lauf
| Platz | Athlet              | Land | Zeit (min) |
| ----- | ------------------- | ---- | ---------- |
| 1     | José Mauro Valente  | BRA  | 3:42,90    |
| 2     | Bill Burke          | USA  | 3:43,04    |
| 3     | Dan Bertoia         | CAN  | 3:43,71    |
| 4     | Luis José Gonçalves | BRA  | 3:44,33    |
| 5     | Amado Ramos         | CUB  | 3:44,84    |
| 6     | Ignacio Fragoso     | MEX  | 3:45,20    |
| 7     | Jason Bunston       | CAN  | 3:47,02    |
| 8     | Linton McKenzie     | JAM  | 3:47,25    |

### 5000-Meter-Lauf
| Platz | Athlet                       | Land | Zeit (min) |
| ----- | ---------------------------- | ---- | ---------- |
| 1     | Arturo Barrios               | MEX  | 13:34,67   |
| 2     | Ignacio Fragoso              | MEX  | 13:45,15   |
| 3     | Antonio Fabián Silio         | ARG  | 14:02,72   |
| 4     | Jim Farmer                   | USA  | 14:03,93   |
| 5     | José Antonio Morales Aguilar | GUA  | 14:05,82   |
| 6     | Keith Brantly                | USA  | 14:18,72   |
| 7     | Marc Olesen                  | CAN  | 14:21,72   |
| 8     | Juan Ramón Conde             | CUB  | 14:27,90   |

### 10.000-Meter-Lauf
| Platz | Athlet                       | Land | Zeit (min) |
| ----- | ---------------------------- | ---- | ---------- |
| 1     | Martín Pitayo                | MEX  | 29:45,49   |
| 2     | Ángel Rodríguez              | CUB  | 29:54,41   |
| 3     | Juan Jesús Linares           | CUB  | 30:09,58   |
| 4     | José Antonio Morales Aguilar | GUA  | 30:14,90   |
| 5     | Bo Reed                      | USA  | 30:36,04   |
| 6     | Gerardo Alcalá               | MEX  | 30:49,54   |
| 7     | José Luis Molina             | CRC  | 31:03,83   |
| 8     | Policarpio Calizaya          | BOL  | 31:17,94   |

### Marathon
| Platz | Athlet                | Land | Zeit (h) |
| ----- | --------------------- | ---- | -------- |
| 1     | Ignacio Alberto Cuba  | CUB  | 2:19:27  |
| 2     | José Santana da Silva | BRA  | 2:19:29  |
| 3     | Radamés González      | CUB  | 2:23:05  |
| 4     | Marcelino Crisanto    | MEX  | 2:24:04  |
| 5     | Lionel Ortiz          | PUR  | 2:25:05  |
| 6     | Ken Frenette          | CAN  | 2:28:02  |
| 7     | Toribio Gutiérrez     | ARG  | 2:28:35  |
| 8     | William Aguirre       | NCA  | 2:29:20  |

3. August

### 20 km Gehen
| Platz | Athlet          | Land | Zeit (h) |
| ----- | --------------- | ---- | -------- |
| 1     | Héctor Moreno   | COL  | 1:24:56  |
| 2     | Joel Sánchez    | MEX  | 1:25:45  |
| 3     | Marcelo Palma   | BRA  | 1:26:42  |
| 4     | Sérgio Galdino  | BRA  | 1:27:56  |
| 5     | Ernesto Canto   | MEX  | 1:28:22  |
| 6     | Julio Urías     | GUA  | 1:29:26  |
| 7     | Ricardo Risquet | CUB  | 1:30:33  |
| 8     | Tim Lewis       | USA  | 1:31:07  |

### 50 km Gehen
| Platz | Athlet                 | Land | Zeit (h) |
| ----- | ---------------------- | ---- | -------- |
| 1     | Carlos Mercenario      | MEX  | 4:03:09  |
| 2     | Miguel Ángel Rodríguez | MEX  | 4:04:06  |
| 3     | Edel Oliva             | CUB  | 4:16:27  |
| 4     | Querubín Moreno        | COL  | 4:23:48  |
| 5     | Oscar Vega             | CUB  | 4:29:17  |

### 110-Meter-Hürdenlauf
| Platz | Athlet          | Land | Zeit (s) |
| ----- | --------------- | ---- | -------- |
| 1     | Cletus Clark    | USA  | 13,71    |
| 2     | Alexis Sánchez  | CUB  | 13,76    |
| 3     | Elbert Ellis    | USA  | 13,89    |
| 4     | Emilio Valle    | CUB  | 13,94    |
| 5     | Richard Bucknor | JAM  | 13,98    |
| 6     | Tim Kroeker     | CAN  | 14,00    |
| 7     | Joilto Bonfim   | BRA  | 14,06    |
| 8     | Elvis Cedeño    | VEN  | 14,11    |

Wind: 0,8 m/s

### 400-Meter-Hürdenlauf
| Platz | Athlet             | Land | Zeit (s) |
| ----- | ------------------ | ---- | -------- |
| 1     | Eronilde de Araújo | BRA  | 49,96    |
| 2     | McClinton Neal     | USA  | 50,05    |
| 3     | Torrance Zellner   | USA  | 50,21    |
| 4     | Mark Thompson      | JAM  | 50,53    |
| 5     | Antonio Smith      | VEN  | 50,71    |
| 6     | Domingo Cordero    | PUR  | 50,80    |
| 7     | Pedro Piñera       | CUB  | 50,83    |
| 8     | Juan Hernández     | CUB  | 51,07    |

### 3000-Meter-Hindernislauf
| Platz | Athlet             | Land | Zeit (min) |
| ----- | ------------------ | ---- | ---------- |
| 1     | Adauto Domingues   | BRA  | 8:36,01    |
| 2     | Ricardo Vera       | URU  | 8:36,83    |
| 3     | Juan Ramón Conde   | CUB  | 8:37,53    |
| 4     | Marcelo Cascabelo  | ARG  | 8:37,90    |
| 5     | Dan Reese          | USA  | 8:39,58    |
| 6     | Germán Silva       | MEX  | 8:51,16    |
| 7     | Juan Antonio Conde | CUB  | 8:57,71    |
| 8     | Henry Klassen      | CAN  | 9:09,31    |

### 4-mal-100-Meter-Staffel
| Platz | Land                           | Athleten                                                  | Zeit (s) |
| ----- | ------------------------------ | --------------------------------------------------------- | -------- |
| 1     | Kuba                           | Leandro Peñalver Félix Stevens Jorge Aguilera Joel Lamela | 39,08    |
| 2     | Kanada                         | Donovan Bailey Mike Dwyer Peter Ogilvie Everton Anderson  | 39,95    |
| 3     | Amerikanische Jungferninseln   | Keith Smith Kevin Robinson Neville Hodge Derry Pemberton  | 41,02    |
| 4     | St. Vincent und die Grenadinen |                                                           | 42,04    |
| 5     | Belize                         |                                                           | 43,82    |

### 4-mal-400-Meter-Staffel
| Platz | Land                           | Athleten                                                       | Zeit (min) |
| ----- | ------------------------------ | -------------------------------------------------------------- | ---------- |
| 1     | Kuba                           | Héctor Herrera Agustín Pavó Jorge Valentín Lázaro Martínez     | 3:01,93    |
| 2     | Vereinigte Staaten             | Gabriel Luke Jeff Reynolds Quincy Watts Clarence Daniel        | 3:02,02    |
| 3     | Jamaika                        | Patrick O’Connor Howard Burnett Michael Anderson Seymour Fagan | 3:02,12    |
| 4     | Trinidad und Tobago            |                                                                | 3:06,91    |
| 5     | Barbados                       |                                                                | 3:07,74    |
| 6     | Kanada                         |                                                                | 3:08,36    |
| 7     | St. Vincent und die Grenadinen |                                                                | 3:20,33    |
| 8     | Belize                         |                                                                | 3:21,24    |

### Hochsprung
| Platz | Athlet            | Land | Höhe (m) |
| ----- | ----------------- | ---- | -------- |
| 1     | Javier Sotomayor  | CUB  | 2,35     |
| 2     | Troy Kemp         | BAH  | 2,32     |
| 3     | Hollis Conway     | USA  | 2,32     |
| 4     | Marino Drake      | CUB  | 2,29     |
| 5     | Leo Williams      | USA  | 2,23     |
| 6     | Vinton Bennett    | CAN  | 2,20     |
| 7     | Cory Siermachesky | CAN  | 2,15     |
| 8     | Clarence Saunders | BER  | 2,15     |

### Stabhochsprung
| Platz | Athlet             | Land | Höhe (m) |
| ----- | ------------------ | ---- | -------- |
| 1     | Pat Manson         | USA  | 5,50     |
| 2     | Doug Wood          | CAN  | 5,35     |
| 3     | Ángel E. García    | CUB  | 5,20     |
| 4     | Edgardo Díaz       | PUR  | 5,10     |
| 5     | Earl Bell          | USA  | 5,00     |
| 5     | Miguel Berrío      | CUB  | 5,00     |
| 7     | Cristián Aspillaga | CHI  | 4,70     |

### Weitsprung
| Platz | Athlet            | Land | Weite (m) |
| ----- | ----------------- | ---- | --------- |
| 1     | Jaime Jefferson   | CUB  | 8,26      |
| 2     | Llewellyn Starks  | USA  | 8,01      |
| 3     | Iván Pedroso      | CUB  | 7,96      |
| 4     | Elmer Williams    | PUR  | 7,78      |
| 5     | Ron Chambers      | JAM  | 7,60      |
| 6     | Wendell Williams  | TRI  | 7,52 w    |
| 7     | Paulo de Oliveira | BRA  | 7,47      |
| 8     | Craig Hepburn     | BAH  | 7,46      |

### Dreisprung
| Platz | Athlet             | Land | Weite (m) |
| ----- | ------------------ | ---- | --------- |
| 1     | Yoelbi Quesada     | CUB  | 17,06     |
| 2     | Anísio Silva       | BRA  | 16,72     |
| 3     | Wendell Lawrence   | BAH  | 16,69     |
| 4     | Ray Kimble         | USA  | 16,44     |
| 5     | Brian Wellman      | BER  | 16,40     |
| 6     | Robert Cannon      | USA  | 15,96     |
| 7     | Oral Ogilvie       | CAN  | 14,93     |
| 8     | Gregorio Hernández | CUB  | 14,89     |

### Kugelstoßen
| Platz | Athlet             | Land | Weite (m) |
| ----- | ------------------ | ---- | --------- |
| 1     | Gert Weil          | CHI  | 19,47     |
| 2     | Paul Ruiz          | CUB  | 19,30     |
| 3     | Cottrell J. Hunter | USA  | 19,08     |
| 4     | Jorge Montenegro   | CUB  | 18,96     |
| 5     | David Wilson       | USA  | 18,03     |
| 6     | Robert Venier      | CAN  | 17,94     |
| 7     | Francisco Ball     | PUR  | 17,23     |
| 8     | Hubert Maingot     | TRI  | 16,63     |

### Diskuswurf
| Platz | Athlet             | Land | Weite (m) |
| ----- | ------------------ | ---- | --------- |
| 1     | Anthony Washington | USA  | 65,04     |
| 2     | Roberto Moya       | CUB  | 63,92     |
| 3     | Juan Martínez      | CUB  | 63,52     |
| 4     | Mike Gravelle      | USA  | 61,54     |
| 5     | Robert Venier      | CAN  | 54,60     |
| 6     | Alex Stanat        | CAN  | 52,26     |
| 7     | Marcelo Pugliese   | ARG  | 47,46     |

### Hammerwurf
| Platz | Athlet           | Land | Weite (m) |
| ----- | ---------------- | ---- | --------- |
| 1     | Jim Driscoll     | USA  | 72,78     |
| 2     | Jud Logan        | USA  | 70,32     |
| 3     | René Díaz        | CUB  | 68,36     |
| 4     | Guillermo Guzmán | MEX  | 68,34     |
| 5     | Andrés Charadía  | ARG  | 68,22     |
| 6     | Marcelo Pugliese | ARG  | 68,02     |
| 7     | Ian Maplethorpe  | CAN  | 58,04     |
| 8     | Enrique Reina    | HON  | 37,96     |

### Speerwurf
| Platz | Athlet                   | Land | Weite (m) |
| ----- | ------------------------ | ---- | --------- |
| 1     | Ramón González           | CUB  | 79,12     |
| 2     | Mike Barnett             | USA  | 77,40     |
| 3     | Luis Lucumí              | COL  | 77,38     |
| 4     | Héctor Duharte           | CUB  | 76,32     |
| 5     | Juan Gerardo de la Garza | MEX  | 72,86     |
| 6     | Steve Feraday            | CAN  | 71,80     |
| 7     | Rodrigo Zelaya           | CHI  | 70,86     |
| 8     | Dave Stephens            | USA  | 69,80     |

### Zehnkampf
| Platz | Athlet              | Land | Punkte |
| ----- | ------------------- | ---- | ------ |
| 1     | Pedro da Silva      | BRA  | 7762   |
| 2     | Eugenio Balanqué    | CUB  | 7726   |
| 3     | Sheldon Blockburger | USA  | 7262   |
| 4     | Antonio Greene      | BAH  | 7205   |
| 5     | Richard Hesketh     | CAN  | 7120   |
| 6     | Miguel Valle        | CUB  | 7087   |

## Frauen

### 100-Meter-Lauf
| Platz | Athletin            | Land | Zeit (s) |
| ----- | ------------------- | ---- | -------- |
| 1     | Liliana Allen       | CUB  | 11,39    |
| 2     | Chryste Gaines      | USA  | 11,46    |
| 3     | Beverly McDonald    | JAM  | 11,52    |
| 4     | Dahlia Duhaney      | JAM  | 11,62    |
| 5     | Anita Howard        | USA  | 11,70    |
| 6     | Stacey Bowen        | CAN  | 11,82    |
| 7     | Claudete Alves Pina | BRA  | 11,87    |
| 8     | Idalmis Bonne       | CUB  | 11,88    |

Wind: 0,4 m/s

### 200-Meter-Lauf
| Platz | Athletin            | Land | Zeit (s) |
| ----- | ------------------- | ---- | -------- |
| 1     | Liliana Allen       | CUB  | 23,11    |
| 2     | Ximena Restrepo     | COL  | 23,16    |
| 3     | Merlene Frazer      | JAM  | 23,48    |
| 4     | Idalmis Bonne       | CUB  | 23,64    |
| 5     | Karen Clarke        | CAN  | 23,71    |
| 6     | Dahlia Duhaney      | JAM  | 23,77    |
| 7     | Shantel Ransom      | USA  | 23,97    |
| 8     | Claudete Alves Pina | BRA  | 24,02    |

Wind: −1,3 m/s

### 400-Meter-Lauf
| Platz | Athletin               | Land | Zeit (s) |
| ----- | ---------------------- | ---- | -------- |
| 1     | Ana Fidelia Quirot     | CUB  | 49,61    |
| 2     | Ximena Restrepo        | COL  | 50,14    |
| 3     | Jearl Miles            | USA  | 50,82    |
| 4     | Natasha Kaiser         | USA  | 51,20    |
| 5     | Norfalia Carabalí      | COL  | 51,39    |
| 6     | Sandie Richards        | JAM  | 52,45    |
| 7     | Cathy Rattray-Williams | JAM  | 53,41    |
| 8     | Nancy McLeón           | CUB  | 54,19    |

### 800-Meter-Lauf
| Platz | Athletin               | Land | Zeit (min) |
| ----- | ---------------------- | ---- | ---------- |
| 1     | Ana Fidelia Quirot     | CUB  | 1:58,71    |
| 2     | Alisa Harvey-Hill      | USA  | 1:59,99    |
| 3     | Celeste Halliday       | USA  | 2:01,41    |
| 4     | Letitia Vriesde        | SUR  | 2:01,46    |
| 5     | Inez Turner            | JAM  | 2:02,68    |
| 6     | Daisy Ocasio           | PUR  | 2:05,46    |
| 7     | Adina Valdez           | TRI  | 2:07,86    |
| 8     | Cathy Rattray-Williams | JAM  | 2:08,21    |

### 1500-Meter-Lauf
| Platz | Athletin             | Land | Zeit (min) |
| ----- | -------------------- | ---- | ---------- |
| 1     | Alisa Harvey-Hill    | USA  | 4:13,12    |
| 2     | Letitia Vriesde      | SUR  | 4:16,75    |
| 3     | Sarah Howell         | CAN  | 4:17,95    |
| 4     | Soraya Vieira Telles | BRA  | 4:22,21    |
| 5     | Maura Savón          | CUB  | 4:25,04    |
| 6     | Carmen Arrúa         | ARG  | 4:27,87    |
| 7     | Milagro Rodríguez    | CUB  | 4:30,56    |
| 8     | Linda Sheskey        | USA  | 4:31,59    |

### 3000-Meter-Lauf
| Platz | Athletin              | Land | Zeit (min) |
| ----- | --------------------- | ---- | ---------- |
| 1     | Sabrina Dornhoefer    | USA  | 9:16,15    |
| 2     | María del Carmen Díaz | MEX  | 9:19,05    |
| 3     | Carmem de Oliveira    | BRA  | 9:19,18    |
| 4     | Lisa Harvey           | CAN  | 9:19,58    |
| 5     | María Luisa Servín    | MEX  | 9:20,26    |
| 6     | Sarah Howell          | CAN  | 9:22,50    |
| 7     | Milagro Rodríguez     | CUB  | 9:26,55    |
| 8     | Sammie Gdowski        | USA  | 9:31,64    |

### 10.000-Meter-Lauf
| Platz | Athletin              | Land | Zeit (min) |
| ----- | --------------------- | ---- | ---------- |
| 1     | María del Carmen Díaz | MEX  | 34:21,13   |
| 2     | Lisa Harvey           | CAN  | 34:25,62   |
| 3     | María Luisa Servín    | MEX  | 34:55,94   |
| 4     | Carmem de Oliveira    | BRA  | 35:20,22   |
| 5     | Griselda González     | ARG  | 35:33,45   |
| 6     | Emperatriz Wilson     | CUB  | 35:47,93   |
| 7     | Elaine Van Blunk      | USA  | 36:10,91   |
| 8     | Colette Murphy        | USA  | 36:22,24   |

### Marathon
| Platz | Athletin                 | Land | Zeit (h) |
| ----- | ------------------------ | ---- | -------- |
| 1     | Olga Appell              | MEX  | 2:43:36  |
| 2     | Maribel Durruty          | CUB  | 2:46:04  |
| 3     | Emperatriz Wilson        | CUB  | 2:48:48  |
| 4     | Janice Ettle             | USA  | 2:49:22  |
| 5     | Lynn DeNinno             | USA  | 2:49:34  |
| 6     | Vilma Peña               | CRC  | 2:54:19  |
| 7     | María Flora Moreno       | MEX  | 2:56:27  |
| 8     | María del Pilar Menéndez | GUA  | 3:09:13  |

### 10.000 m Gehen
| Platz | Athletin               | Land | Zeit (min) |
| ----- | ---------------------- | ---- | ---------- |
| 1     | María Graciela Mendoza | MEX  | 46:41,56   |
| 2     | Debbi Lawrence         | USA  | 46:51,53   |
| 3     | Maricela Chávez        | MEX  | 47:44,73   |
| 4     | Lynn Weik              | USA  | 47:54      |
| 5     | Yoslaine Puñales       | CUB  | 51:07      |
| 6     | Lora Rigutto           | CAN  | 53:32      |
| 7     | Maribel Calderín       | CUB  | 54:35      |
| 8     | Magdalena Guzmán       | ESA  | 54:57      |

### 100-Meter-Hürdenlauf
| Platz | Athletin         | Land | Zeit (s) |
| ----- | ---------------- | ---- | -------- |
| 1     | Aliuska López    | CUB  | 12,99    |
| 2     | Odalys Adams     | CUB  | 13,06    |
| 3     | Arnita Myricks   | USA  | 13,23    |
| 4     | Dawn Bowles      | USA  | 13,24    |
| 5     | Michelle Freeman | JAM  | 13,33    |
| 6     | Carmen Bezanilla | CHI  | 13,90    |
| 7     | Leslie Estwick   | CAN  | 13,97    |

Wind: −1,7 m/s

### 400-Meter-Hürdenlauf
| Platz | Athletin           | Land | Zeit (s) |
| ----- | ------------------ | ---- | -------- |
| 1     | Lency Montelier    | CUB  | 57,34    |
| 2     | Deon Hemmings      | JAM  | 57,54    |
| 3     | Tonja Buford       | USA  | 57,81    |
| 4     | Elsa Jiménez       | CUB  | 57,83    |
| 5     | Schowonda Williams | USA  | 57,95    |
| 6     | Caroline Fortin    | CAN  | 58,92    |
| 7     | Maribelsy Peña     | COL  | 59,14    |
| 8     | Kareth Smith       | JAM  | 60,16    |

### 4-mal-100-Meter-Staffel
| Platz | Land               | Athletinnen                                                        | Zeit (s) |
| ----- | ------------------ | ------------------------------------------------------------------ | -------- |
| 1     | Jamaika            | Cheryl-Ann Phillips Dahlia Duhaney Beverly McDonald Merlene Frazer | 43,79    |
| 2     | Kuba               | Liliana Allen Eusebia Riquelme Julia Duporty Idalmis Bonne         | 44,31    |
| 3     | Vereinigte Staaten | Chryste Gaines LaMonda Miller Anita Howard Arnita Myricks          | 44,62    |
| 4     | Kolumbien          |                                                                    | 44,68    |
| 5     | Kanada             |                                                                    | 44,86    |

### 4-mal-400-Meter-Staffel
| Platz | Land               | Athletinnen                                                                | Zeit (min) |
| ----- | ------------------ | -------------------------------------------------------------------------- | ---------- |
| 1     | Vereinigte Staaten | Jearl Miles Maicel Malone Natasha Kaiser Tasha Downing                     | 3:24,21    |
| 2     | Kuba               | Ana Fidelia Quirot Nancy McLeón Julia Duporty Odalmis Limonta              | 3:24,91    |
| 3     | Jamaika            | Inez Turner Vivienne Spence-Gardner Sandie Richards Cathy Rattray-Williams | 3:28,83    |
| 4     | Kolumbien          |                                                                            | 3:31,39    |
| 5     | Kanada             |                                                                            | 3:34,07    |
| 6     | Uruguay            |                                                                            | 3:50,93    |

### Hochsprung
| Platz | Athlet                  | Land | Höhe (m) |
| ----- | ----------------------- | ---- | -------- |
| 1     | Ioamnet Quintero        | CUB  | 1,88     |
| 2     | María del Carmen García | CUB  | 1,85     |
| 3     | Jan Wohlschlag          | USA  | 1,80     |
| 4     | Tanya Hughes            | USA  | 1,80     |
| 5     | Cristina Fink-Sisniega  | MEX  | 1,75     |
| 5     | Orlane Maria dos Santos | BRA  | 1,75     |
| 7     | Catherine Bond-Mills    | CAN  | 1,75     |
| 8     | Leslie Estwick          | CAN  | 1,75     |

### Weitsprung
| Platz | Athletin          | Land | Weite (m) |
| ----- | ----------------- | ---- | --------- |
| 1     | Diane Guthrie     | JAM  | 6,64      |
| 2     | Eloína Echevarría | CUB  | 6,60 w    |
| 3     | Julie Bright      | USA  | 6,53 w    |
| 4     | Flora Hyacinth    | ISV  | 6,43 w    |
| 5     | Andrea Ávila      | ARG  | 6,32      |
| 6     | Euphemia Huggins  | TRI  | 6,25      |
| 7     | Dionne Rose       | JAM  | 6,24      |
| 8     | Gwen Loud         | USA  | 6,23      |

### Kugelstoßen
| Platz | Athletin             | Land | Weite (m) |
| ----- | -------------------- | ---- | --------- |
| 1     | Belsy Laza           | CUB  | 18,87     |
| 2     | Connie Price-Smith   | USA  | 18,30     |
| 3     | Ramona Pagel         | USA  | 17,76     |
| 4     | Lisette Martínez     | CUB  | 17,21     |
| 5     | Elisângela Adriano   | BRA  | 15,77     |
| 6     | María Isabel Urrutia | COL  | 15,41     |
| 7     | Georgette Reed       | CAN  | 14,67     |
| 8     | Hughette Robertson   | GUY  | 12,04     |

### Diskuswurf
| Platz | Athletin                  | Land | Weite (m) |
| ----- | ------------------------- | ---- | --------- |
| 1     | Bárbara Hechavarría       | CUB  | 63,50     |
| 2     | Hilda Ramos               | CUB  | 63,38     |
| 3     | Lacy Barnes               | USA  | 60,32     |
| 4     | Pam Dukes                 | USA  | 55,96     |
| 5     | María Isabel Urrutia      | COL  | 55,80     |
| 6     | Theresa Brick             | CAN  | 51,24     |
| 7     | Georgette Reed            | CAN  | 50,88     |
| 8     | María Lourdes Ruiz Obando | NCA  | 42,50     |

### Speerwurf
| Platz | Athletin         | Land | Weite (m) |
| ----- | ---------------- | ---- | --------- |
| 1     | Dulce García     | CUB  | 64,78     |
| 2     | Donna Mayhew     | USA  | 58,44     |
| 3     | Herminia Bouza   | CUB  | 56,70     |
| 4     | Laverne Eve      | BAH  | 56,38     |
| 5     | Marilyn Senz     | USA  | 53,24     |
| 6     | Cheryl Coker     | CAN  | 53,08     |
| 7     | Sueli dos Santos | BRA  | 50,66     |
| 8     | Marieta Riera    | VEN  | 50,04     |

### Siebenkampf
| Platz | Athletin           | Land | Punkte |
| ----- | ------------------ | ---- | ------ |
| 1     | Le Shundra Nathan  | USA  | 5778   |
| 2     | Sharon Hainer      | USA  | 5770   |
| 3     | Magalys García     | CUB  | 5690   |
| 4     | Laiza Carrillo     | CUB  | 5592   |
| 5     | Ana María Comaschi | ARG  | 5503   |